# نویز گاوسی
نویز گاوسی (به انگلیسی: Gaussian noise) یک نویز استاتیکی است که از تابع توزیع چگالی احتمال نرمال(تابع گاوسی) پیروی می‌کند؛ یعنی، مقادیر این نویز، توزیع گاوسی دارند.
نویز گاوسی در تصاویر و ویدیوها توزیعی تصادفی از آرتیفکت‌ها است که باعث می‌شود تصاویر کم‌رنگ و تار به نظر برسند. اگر از نزدیک و با دقت به تصاویر روی فیلم‌های گرفته شده با دوربین‌های قدیمی‌تر یا تصاویر نوارهای ویدیویی که مدت طولانی آرشیو شده‌اند نگاه شود، ذرات ریز با الگوهای تصادفی قابل مشاهده است.
در ارتباطات منظور از نویز گاوسی، یک تداخل تصادفی است که در اثر حرکت الکتریسیته در خط ایجاد می‌شود. این نویز مشابه نویز سفید است با این تفاوت که دامنهٔ فرکانسی آن کم‌تر است. نویز گاوسی بر خلاف نویز سفید و نویز صورتی قابل رؤیت است؛ به عنوان مثال، هنگامی که تلویزیون روی شبکه‌ای است که برنامه‌ای پخش نمی‌کند، می‌توان نویز گاوسی را دید و شنید. کانال‌های ارتباطی ممکن است با پهنای باند نویز گاوسی که از بسیاری از منابع طبیعی مثل ارتعاشات گرمایی اتم‌ها در رساناها (نویز گرمایی)، نویز شلیکی (به انگلیسی: shot noise)، تابش جسم سیاه از سمت زمین و سایر اجسام گرم و اجرام آسمانی مثل خورشید ایجاد می‌شود، تحت تأثیر قرار گیرند.
یک مورد خواص این نویز، نویز گاوسی سفید است که مقادیر آن در هر دو زمانی دو متغیر تصادفی مستقل با توزیع یکسان است. در تست و مدل کردن کانال ارتباطی، نویز گاوسی به عنوان نویز سفید افزایشی استفاده می‌شود تا نویز سفید افزایشی گاوسی (به انگلیسی: Additive white Gaussian noise) را تولید کند.

## نویز گاوسی در تصاویر دیجیتال
نویز گاوسی معمولاً مقادیر خاکستری در تصاویر دیجیتال را مختل می‌کند. به همین خاطر مدل نویز گاوسی اساساً با تابع چگالی احتمال بر حسب مقدار خاکستری یا نرمالیزه کردن هیستوگرام بر حسب مقدار خاکستری مشخص می‌شود.
{\displaystyle p(g)={\frac {1}{\sigma {\sqrt {2\pi }}}}e^{-{\frac {(g-\mu )^{2}}{2\sigma ^{2}}}}}
که {\displaystyle g} مقدار خاکستری، {\displaystyle \sigma } انحراف معیار و {\displaystyle \mu } برابر میانگین است.

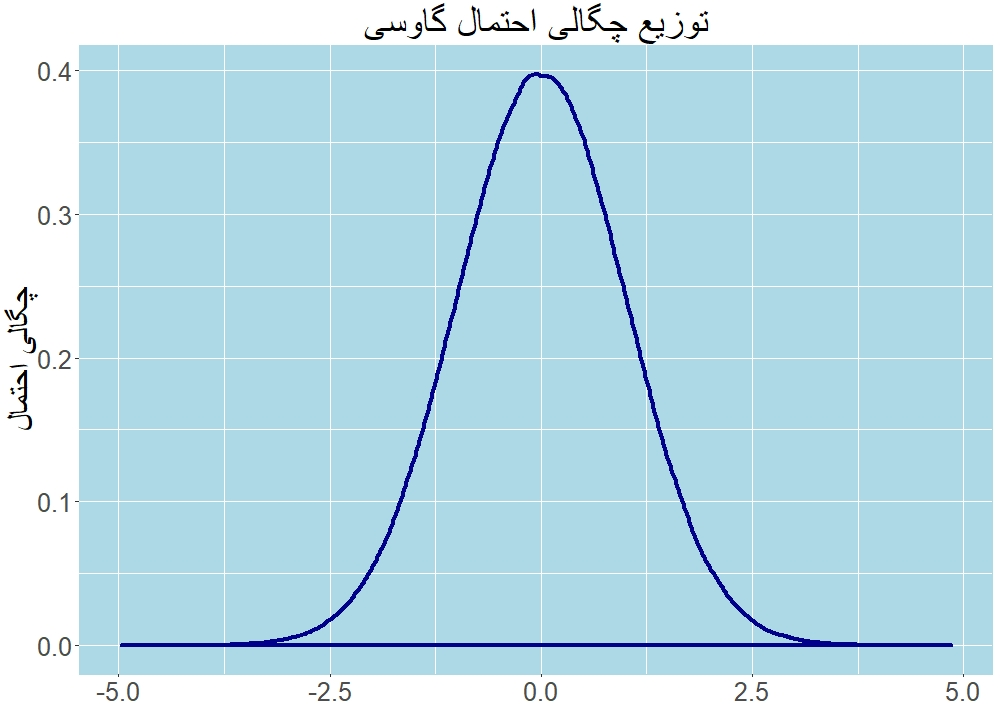
استاندارد شدهٔ توزیع چگالی احتمال یک نویز گاوسی

در پردازش تصویر دیجیتال برای حذف نویزها، معمولاً از فیلترهای میانگین (کانولوشن)، میانه و فیلتر گاوسی پایین‌گذر استفاده می‌کنند.